# Maják Långe Jan
Maják Långe Jan (česky Dlouhý Jan), oficiální název Ölands södra udde (česky Ölandský jižní mys), je maják ve Švédsku na jižním mysu ostrova Öland v Baltském moři. Je to jeden z nejslavnějších švédských majáků spolu s majáky Kullen, Vinga a Landsort a také nejvyšší maják ve Švédsku. Od 5. června 2008 je národní kulturní památkou Švédska.

## Historie
Maják byl uveden do provozu 1. listopadu 1785 po dvou letech výstavby podle plánů Carla Cronstedta z roku 1759. K výstavbě byl použitý kámen ze staré kaple svatého Jana. Zpočátku bylo na majáku otevřené ohniště, kde palivem bylo uhlí, které hořelo v železném koši na horní plošině. Uhlí bylo skladováno ve třech komorách uvnitř majáku a výtahem ve středním tubusu bylo dopravováno na plošinu. Horní místnost byla určena pro obsluhu majáku. Maják byl mimo provoz od 1. května do 31. července. Od roku 1845 byla instalována lucerna a olejová lampa na řepkový olej se skleněnými zrcadly od Henryho Lepauteho z Paříže, v roce 1887 byla instalována petrolejová lampa. Současný systém luceren a čoček byl instalován roku 1907. V roce 1845 byla věž bíle natřená a ve druhé polovině 19. století byl namalován charakteristický pruh, nejprve červený a pak byl změněný na černý. V roce 1948 byl maják elektrifikován. Je bez obsluhy a plně automatizován byl v roce 1980. V roce 1950 byl instalován nautofon.
Maják je otevřen návštěvníkům během letní sezóny. Je přístupný po točitém schodišti se 197 schody. V blízkosti se nachází restaurace, informační centrum Naturum Ottenby a ptačí observatoř Ottenby.

## Název
Název majáku je odvozen od středověké kaple "Capella Beati Johannis in Kyrkiohaffn"  nebo S:t Johanness (svatý Jan). Kaple stála ve staré rybářské vesnici Kyrkhamn na jižním výběžku Ölandu. Po reformaci byla kaple zničena. Nyní je na jejím místě vztyčen kamenný kříž. Protože kámen z kaple byl použit na stavbu majáku, tak dělníci a vesničané mu začali říkat Långe Jan.

## Popis
Původně byl maják vysoký asi 36 m o průměru 12 m. Na kónickou základnu nasedá válcová vnější věž, která je ukončena ochozem a lucernu s galerií. Maják je složen ze dvou válcových věží, vnější a vnitřní. Prostor mezi stěnami válců je vyplněn točitým schodištěm. Vnější věž má 1,5 m tlustou zeď. Ve vnitřním tubusu byl výtah na dopravu uhlí. Svou výškou 41,6 m je nejvyšším švédským majákem a druhým nejvyšším ve Skandinávii.

## Data
Maják je vybaven Fresnelovou čočkou 3. řádu. Zdroj světla je ve výšce 41 m. Charakteristika světla je Fl (2) W 30 s, dosvit je 26 nm a F WRG dosvit 18 nm (33 km) tj. vysílá dva bílé záblesky v intervalu co 30 sekund a sektorové stálé světlo v barvě bílé, červené a zelené v závislosti na směru.
Označení:
- švédské označení: SV-5528
- ARLHS: SWE-41
- Admirality: C7280
- NGA: 7720